# Erste Allgemeine Verunsicherung
Erste Allgemeine Verunsicherung (afgekort EAV) was een Oostenrijkse popband die werd opgericht omstreeks 1977. Thomas Spitzer is de tekstschrijver en componist. De naam van de band is afgeleid van de toenmalige Oostenrijkse verzekeringsmaatschappij „Erste Allgemeine Versicherungs-AG“.

## Begin
Eerst had Nino Holm de band "Antipasta" opgericht, maar deze was niet succesvol en werd na drie jaar alweer opgeheven. Toen besloot Holm om samen met zijn vriend Thomas Spitzer een nieuwe band op te richten. Terwijl ze nog over een naam voor de nieuwe band nadachten, zagen ze bij een bushalte een vestiging van "Erste Allgemeine Versicherung", afgekort EA, en zo kwamen ze op de naam "Erste Allgemeine Verunsicherung- EAV". Ze werden eerst vervolgd wegens naamsmisbruik, maar later trok de verzekeringsmaatschappij haar klacht in en ging de band zelfs sponsoren nadat deze eenmaal succesvol was geworden.

## Carrière
Aan het eind van de jaren 70 begon EAV als een ludieke rockband die vooral succes boekte bij alternatieve Duitse clubscenes. Met hun vijfde album Geld oder Leben! (1985) hadden ze dankzij het nummer Ba-Ba-Banküberfall eindelijk een grote doorbraak in het hele Duitse taalgebied maar ook in Nederland waar de plaat op donderdag 26 januari 1986 TROS Paradeplaat was op Radio 3. De plaat werd een hit en bereikte de 25e positie 
in de Nederlandse Top 40 en bereikte de 16e positie in de Nationale Hitparade.
. In 1986 behaalde dit album platina en vervolgens goud. Nog een jaar later werd ook het nummer Fata Morgana een grote hit en kwam tevens uit als single. In 1987 bracht de band zijn volgende album uit, Liebe, Tod & Teufel, waarvan meer dan 1,5 miljoen exemplaren verkocht werden.
In de jaren daarna bleef EAV sterke oorwurmen maken, gaf vele live-optredens met kostuums en toneel en kreeg in 1991 zelfs de World Music Award toegekend. Na hun nieuwe grote succes in 1990 met het album Neppomuks Rache trok de band zich een paar jaar terug voor het grote publiek, maar na hun comeback in 1994 met het album Nie wieder Kunst (wie immer...) bleek het commerciële succes wat minder groot dan voorheen. Toch bracht EAV daarna om de paar jaar een nieuw album uit. Verder maakten ze opnieuw uitgebreide tournees en hadden in 2005 opnieuw groot succes met het album 100 Jahre EAV...Ihr habt es so gewollt!! In 2007 verscheen Amore XL.

## Algemene waarneming
De liedjes van „Erste Allgemeine Verunsicherung“ waren vooral in de jaren tachtig erg populair. Vanwege het succes van nummers als Ba-Ba-Banküberfall, Märchenprinz, Küss die Hand, schöne Frau en Ding Dong kregen ze echter het etiket van opdringerigheid opgeplakt, hetgeen nog eens werd versterkt door het nummer Drei weiße Tauben. Volgens de groep zelf waren de misverstanden ontstaan doordat de liedjes vanwege het grote commerciële succes uit hun eigenlijke context waren gehaald.
Daarnaast verkondigt EAV vaak ook politieke standpunten in zijn muziek. De toenmalige Oostenrijkse bondspresident Kurt Waldheim dreigde na het uitkomen van Wann man gehn muß waarin zijn oorlogsverleden werd opgerakeld met een aanklacht tegen de groep, maar trok deze uit vrees voor negatieve reacties weer in. De groep is met name fel gekant tegen rechts-extremisme, hetgeen blijkt uit liedjes als Eierkopf-Rudi en Wir marschieren. Al in 1983 werd de groep na een uitzending op tv door neonazi's bedreigd met aanslagen. Ook de politicus Jörg Haider klaagde de band een keer aan wegens smaad.
Ook werden sommige liedjes door de radiozenders geboycot vanwege de openlijke kritiek op kerk en maarschappij. Een bekend geval is in dit verband de in 1988 verschenen single „Burli“, die over de mogelijke gevolgen van een ongeluk met een kerncentrale gaat. Hierin wordt expliciet verwezen naar de toen zeer recent gebeurde kernramp van Tsjernobyl. De satirische smartlap "s' Muaterl" werd door de Beierse radio niet uitgezonden vanwege de impliciete kritiek in dit lied op paus Johannes Paulus II en de Katholieke Kerk.

## EAV tegenwoordig
Van de herfst van 2005 tot eind 2007 reisde Erste Allgemeine Verunsicherung met het jubileumprogramma 100 Jahre EAV door het hele Duitse taalgebied en voerde daarbij hits op als „Küss die Hand, schöne Frau“, „Banküberfall“, klassiekers als „Der Tod“ en „Sandlerkönig Eberhard“ en nieuwe liedjes als „God Bless America“ en „Coconut Island“. Ook het album 100 Jahre EAV...Ihr habt es so gewollt! was een groot succes. In het voorjaar van 2008 ging de band opnieuw op tournee met het programma Amore XL.

## Bezetting
De bezetting van de band is in de loop der tijd nogal veranderd. In de eerste jaren (1977 en 1978) was Wilfried Scheutz de zanger, van 1979 tot 1981 was dit Walter Hammerl. Hij werd opgevolgd door Klaus Eberhartinger, die dankzij zijn markante optreden de band tot op heden een heel eigen cachet geeft. Momenteel wordt EAV bezet door Thomas Spitzer (gitaar), Klaus Eberhartinger (zang), Kurt Keinrath (keyboard, gitaar), Leo Bei (bas), Franz Kreimer (keyboard, saxofoon, accordeon) en Bertl Baumgartner (slagwerk).

## Discografie

### Studioalbums
- 1978: 1. Allgemeine Verunsicherung (LP, beperkte CD-oplage)
- 1981: Café Passé (LP, nieuwe oplage als CD, MC)
- 1983: Spitalo Fatalo (LP, MC, nieuwe oplage als CD)
- 1984: À la carte (LP, MC, nieuwe oplage als CD)
- 1985: Geld oder Leben! (LP, MC, CD)
- 1987: Liebe, Tod & Teufel (LP, MC, CD)
- 1988: Kann denn Schwachsinn Sünde sein...? (Do-LP, Do-MC, CD)
- 1990: Neppomuk's Rache (LP, MC, CD)
- 1991: Watumba! (LP, MC, CD, Minidisc)
- 1994: Nie wieder Kunst (wie immer....) (CD, MC, LP in beperkte oplage)
- 1997: Im Himmel ist die Hölle los! (CD)
- 1998: Himbeerland (CD)
- 2000: Austropop in Tot-Weiß-Tot (als „Klaus Eberhartinger & die Gruftgranaten“) (CD)
- 2000: Let's Hop To The Pop - Das Aller Beste Aber Feste (CD)
- 2003: Frauenluder (CD)
- 2007: Amore XL (CD, DeLuxe Edition (CD), XXL-versie (CD)[7])
- 2010: Neue Helden braucht das Land (CD)

### Concertalbums
- 1995: Kunsttour 95 - Live (CD, MC)

### Compilaties en speciale uitgaven
- 1985: Das Beste aus guten und alten Tagen (LP, MC)
- 1988: Erste Allgemeine Verunsicherung (verscheen alleen in de DDR) (LP, MC)
- 1996: The Grätest Hitz (CD, MC)
- 2004: The Very Best Of (Sound Of Austria) (CD)
- 2005: 100 Jahre EAV ...Ihr habt es so gewollt!! (Do-CD, 2e editie (Do-CD), Palermo-editie (CD))
- 2006: Platinum Kolläktschn (CD-Box)
- 2009: I am from Austria - Best of EAV
- 2009: Essential

### Live-programma´s
- 1978-1979: Uschi im Glück
- Winter 1978: Lametta Scheinwelt
- Winter 1979: Ihr Kinderlein kommet
- 1980-1982: Café Passé
- 1983-1984: Spitalo-Fatalo-Tour
- 1986-1987: Geld-oder-Leben-Tour
- 1988-1989: Pinguin-Tour
- 1990-1991: Neppomuk-Tour
- 1995-1996: Kunst-Tour
- 1998-1999: Himmel & Hölle-Tour
- 2000-2005: Best-Of-Tour
- 2005-2007: 100-Jahre-EAV-Tour
- 2008-2009: Amore XL-Tour[8]
- 2009: Best Of Show

### Singles
- 1979: Ihr Kinderlein kommet (7"-Single)
- 1981: Alpen-Punk (7"-Single)
- 1981: Oh nur du (7"-Single)
- 1982: Tanz tanz tanz (7"-Single)
- 1983: Alpenrap (7"-Single, 12"-Maxi)
- 1983: Alp-Rapp (7"-Single, verscheen alleen in Zweden)
- 1983: Afrika (7"-Single)
- 1984: Die Braut und der Matrose (7"-Single)
- 1984: Bella, Bella Signorina (7"-Single)
- 1984: Go Karli Go (7"-Single)
- 1984: Schweinefunk (7"-Single)
- 1984: Liebelei (7"-Single, 7"-Promo)
- 1985: Ba-Ba-Banküberfall (7"-Single, 12"-Maxi)
- 1985: Märchenprinz (7"-Single, 12"-Maxi)
- 1986: Ba-Ba-Bankrobbery (7"-Single, 12"-Maxi)
- 1986: Heiße Nächte (in Palermo) (7"-Single, 12"-Maxi)
- 1986: Fata Morgana (7"-Single, 12"-Maxi)
- 1986: Das Böse ist immer und überall (12"-Promo)
- 1987: Märchenprinz / Einsamkeit (EP, verscheen alleen in de Duitse Democratische Republiek)
- 1987: Küss die Hand, schöne Frau (7"-Single, 12"-Maxi)
- 1988: An der Copacabana (7"-Single, 12"-Maxi)
- 1988: Burli (7"-Single, 12"-Maxi, Maxi-CD)
- 1988: Kann denn Schwachsinn Sünde sein...? (7"-Single, 12"-Maxi, Maxi-CD)
- 1989: Es steht ein Haus (in Ostberlin) (7"-Single, 12"-Maxi, Maxi-CD)
- 1990: Ding Dong (7"-Single, 12"-Maxi, Maxi-CD)
- 1990: Arrividerci (Promo-Maxi-CD)
- 1990: Samurai (7"-Single, 12"-Maxi, Maxi-CD, MC-Single)
- 1990: Einer geht um die Welt (7"-Single, 12"-Maxi, Maxi-CD)
- 1991: s'Muaterl (7"-Single, 12"-Maxi)
- 1991: Jambo (7"-Single, Maxi-CD, MC-Single)
- 1992: Hip Hop (7"-Single, 12"-Maxi, Maxi-CD)
- 1992: Inspektor Tatü (Maxi-CD)
- 1994: Ping Pong (Maxi-CD)
- 1994: 300 PS (Auto...) (Maxi-CD)
- 1994: Nie-wieder-Kunst-Medley (Promo-Maxi-CD)
- 1995: Einmal möchte ich ein Böser sein - Böse Buben Mix (Maxi-CD)
- 1995: Einmal möchte ich ein Böser sein - Heavy Mix (Maxi-CD)
- 1995: Flugzeug (12"-Promo, Maxi-CD-Promo)
- 1995: Flugzeug - Remix (Maxi-CD)
- 1995: Cinderella (Maxi-CD)
- 1997: Schau wie's schneit (Maxi-CD)
- 1997: Blöd (Maxi-CD)
- 1997: Bongo Boy (Maxi-CD)
- 1998: Die Russen kommen (Promo-Maxi-CD)
- 1998: Der Wein von Mykonos (Maxi-CD)
- 1998: Die Pille für den Mann (Maxi-CD)
- 1998: Radio Himbeerland (Promo-Maxi-CD)
- 1999: Hasta la Vista (Maxi-CD)
- 1999: Amore Romantica (Promo-Maxi-CD)
- 1999: 3 weisse Tauben (Maxi-CD)
- 1999: 3 weisse Tauben - Remix (Maxi-CD)
- 2000: Ba-Ba-Ballamann (Maxi-CD)
- 2000: Let's-Hop-Medley (Promo-Maxi-CD)
- 2003: Mein Gott (Promo-Maxi-CD)
- 2003: Es tut weh und es tut gut (Promo-Maxi-CD)
- 2004: God Bless America (Maxi-CD, Promo-Maxi-CD)
- 2005: Coconut Island (Promo-Maxi-CD)
- 2007: Schnippel Schnipp (Promo-Maxi-CD)
- 2007: Mei herrlich (Promo-Maxi-CD)
- 2008: Matador (Promo-Maxi-CD)
- 2008: Bum Bum (Monika) (Promo-Maxi-CD)
- 2008: Amore (Promo-Maxi-CD)

## Dvd's en video's
- 1989: Echte Helden (VHS)
- 1991: Neppomuk-Tour '91 - Live! (VHS)
- 1995: Kunst-Tour '95 - Live (VHS)
- 2000: Let's Hop To The Pop - Die besten Videos der EAV (VHS)
- 2004: Echte Helden auf Kunst-Tour (DVD)
- 2006: 100 Jahre EAV - Live! (DVD)

## Filmmuziek
- 1986 Geld oder Leber! samen met Falco

## Onderscheidingen
- 1982: Deutscher Schallplatten-Kritikerpreis
- 1982: Berliner Wecker
- 1986: Austropop-Columbus
- 1986: Gouden Stemvork
- 1987: Orfeus
- 1987: Berolina
- 1988: Berolina
- 1988: Gouden Stemvork
- 1991: World Music Award
- 1992: RSH Gold
- 2006: Gouden Stemvork
- Spitalo Fatalo (Album)
  - Goud in Oostenrijk
- A la Carte (Album)
  - Goud in Oostenrijk
- Geld oder Leben! (Album)
  - Vijfmaal Platina in Oostenrijk
  - Platina in Duitsland
  - Goud in Zwitserland
- Küss die Hand, schöne Frau (Single)
  - Goud in Oostenrijk
- Liebe, Tod & Teufel (Album)
  - Zesmaal platina in Oostenrijk
  - Platina in Duitsland
    - Tweemaal platina in Zwitserland
- Kann denn Schwachsinn Sünde sein...? (Album)
  - Platina in Oostenrijk
  - Goud in Duitsland
- Ding Dong (Single)
  - Goud in Oostenrijk
- Neppomuk's Rache (Album)
  - viervoudig platina in Oostenrijk
  - Goud in Duitsland
  - Goud in Zwitserland
- Watumba! (Album)
  - tweevoudig platina in Oostenrijk
  - Goud in Duitsland
- Nie wieder Kunst (wie immer...) (Album)
  - Tweemaal platina in Oostenrijk
- The Grätest Hitz (Album)
  - Goud in Oostenrijk
- Im Himmel ist die Hölle los! (Album)
  - Platina in Oostenrijk
- Himbeerland (Album)
  - Platina in Oostenrijk
- Let's Hop to the Pop (Album)
  - Goud in Oostenrijk
- Frauenluder (Album)
  - Goud in Oostenrijk
- 100 Jahre EAV...Ihr habt es so gewollt!! (Album)
  - tweevoudig platina in Oostenrijk
  - Goud in Duitsland
- 100 Jahre EAV - live! (DVD)
  - Goud in Oostenrijk
- Amore XL (Album)
  - Platina in Oostenrijk[9]